# 1653 год
1653 (ты́сяча шестьсо́т пятьдеся́т тре́тий) год  по григорианскому календарю — невисокосный год, начинающийся в среду. Это 1653 год нашей эры, 3‑й год 6‑го десятилетия XVII века 2‑го тысячелетия, 4‑й год 1650‑х годов. Он закончился 372 года назад.
| Пн | Вт | Ср | Чт | Пт | Сб | Вс |
|    |    | 1  | 2  | 3  | 4  | 5  |
| 6  | 7  | 8  | 9  | 10 | 11 | 12 |
| 13 | 14 | 15 | 16 | 17 | 18 | 19 |
| 20 | 21 | 22 | 23 | 24 | 25 | 26 |
| 27 | 28 | 29 | 30 | 31 |    |    |

| Пн | Вт | Ср | Чт | Пт | Сб | Вс |
|    |    |    |    |    | 1  | 2  |
| 3  | 4  | 5  | 6  | 7  | 8  | 9  |
| 10 | 11 | 12 | 13 | 14 | 15 | 16 |
| 17 | 18 | 19 | 20 | 21 | 22 | 23 |
| 24 | 25 | 26 | 27 | 28 |    |    |

| Пн | Вт | Ср | Чт | Пт | Сб | Вс |
|    |    |    |    |    | 1  | 2  |
| 3  | 4  | 5  | 6  | 7  | 8  | 9  |
| 10 | 11 | 12 | 13 | 14 | 15 | 16 |
| 17 | 18 | 19 | 20 | 21 | 22 | 23 |
| 24 | 25 | 26 | 27 | 28 | 29 | 30 |
| 31 |    |    |    |    |    |    |

| Пн | Вт | Ср | Чт | Пт | Сб | Вс |
|    | 1  | 2  | 3  | 4  | 5  | 6  |
| 7  | 8  | 9  | 10 | 11 | 12 | 13 |
| 14 | 15 | 16 | 17 | 18 | 19 | 20 |
| 21 | 22 | 23 | 24 | 25 | 26 | 27 |
| 28 | 29 | 30 |    |    |    |    |

| Пн | Вт | Ср | Чт | Пт | Сб | Вс |
|    |    |    | 1  | 2  | 3  | 4  |
| 5  | 6  | 7  | 8  | 9  | 10 | 11 |
| 12 | 13 | 14 | 15 | 16 | 17 | 18 |
| 19 | 20 | 21 | 22 | 23 | 24 | 25 |
| 26 | 27 | 28 | 29 | 30 | 31 |    |

| Пн | Вт | Ср | Чт | Пт | Сб | Вс |
|    |    |    |    |    |    | 1  |
| 2  | 3  | 4  | 5  | 6  | 7  | 8  |
| 9  | 10 | 11 | 12 | 13 | 14 | 15 |
| 16 | 17 | 18 | 19 | 20 | 21 | 22 |
| 23 | 24 | 25 | 26 | 27 | 28 | 29 |
| 30 |    |    |    |    |    |    |

| Пн | Вт | Ср | Чт | Пт | Сб | Вс |
|    | 1  | 2  | 3  | 4  | 5  | 6  |
| 7  | 8  | 9  | 10 | 11 | 12 | 13 |
| 14 | 15 | 16 | 17 | 18 | 19 | 20 |
| 21 | 22 | 23 | 24 | 25 | 26 | 27 |
| 28 | 29 | 30 | 31 |    |    |    |

| Пн | Вт | Ср | Чт | Пт | Сб | Вс |
|    |    |    |    | 1  | 2  | 3  |
| 4  | 5  | 6  | 7  | 8  | 9  | 10 |
| 11 | 12 | 13 | 14 | 15 | 16 | 17 |
| 18 | 19 | 20 | 21 | 22 | 23 | 24 |
| 25 | 26 | 27 | 28 | 29 | 30 | 31 |

| Пн | Вт | Ср | Чт | Пт | Сб | Вс |
| 1  | 2  | 3  | 4  | 5  | 6  | 7  |
| 8  | 9  | 10 | 11 | 12 | 13 | 14 |
| 15 | 16 | 17 | 18 | 19 | 20 | 21 |
| 22 | 23 | 24 | 25 | 26 | 27 | 28 |
| 29 | 30 |    |    |    |    |    |

| Пн | Вт | Ср | Чт | Пт | Сб | Вс |
|    |    | 1  | 2  | 3  | 4  | 5  |
| 6  | 7  | 8  | 9  | 10 | 11 | 12 |
| 13 | 14 | 15 | 16 | 17 | 18 | 19 |
| 20 | 21 | 22 | 23 | 24 | 25 | 26 |
| 27 | 28 | 29 | 30 | 31 |    |    |

| Пн | Вт | Ср | Чт | Пт | Сб | Вс |
|    |    |    |    |    | 1  | 2  |
| 3  | 4  | 5  | 6  | 7  | 8  | 9  |
| 10 | 11 | 12 | 13 | 14 | 15 | 16 |
| 17 | 18 | 19 | 20 | 21 | 22 | 23 |
| 24 | 25 | 26 | 27 | 28 | 29 | 30 |

| Пн | Вт | Ср | Чт | Пт | Сб | Вс |
| 1  | 2  | 3  | 4  | 5  | 6  | 7  |
| 8  | 9  | 10 | 11 | 12 | 13 | 14 |
| 15 | 16 | 17 | 18 | 19 | 20 | 21 |
| 22 | 23 | 24 | 25 | 26 | 27 | 28 |
| 29 | 30 | 31 |    |    |    |    |

## События
- 1601—1661 — Голландско-португальская война. Вооружённый конфликт, в котором голландские Ост-Индская и Вест-Индская компании воевали по всему миру против Португальской империи[1].
- 1618—1683 — маньчжурское завоевание Китая. Процесс распространения власти маньчжурской империи Цин на территорию, принадлежавшую китайской империи Мин[2].
- 1635—1659 — Франко-испанская война. Составная часть Тридцатилетней и Восьмидесятилетней войн[3].
- 1640—1668 — Война за независимость Португалии. Серия народных волнений, конфликтов и военных действий, направленных на восстановление Португалией независимости от испанской короны[4].
- 1645—1669 — Критская война. Война Османской империи с Венецианской республикой за богатое заморское владение Венеции остров Крит[5].
- 1648—1653 — закончилась Фронда во Франции[6].
- 1651—1653 — закончился русско-персидский конфликт. Вооружённый конфликт на Северном Кавказе, связанный с планами Сефевидов укрепить свои позиции в этом регионе и вытеснить Россию[7].
- 1652—1654 — Первая Англо-голландская война[8].
  - 18 (28) февраля—20 февраля (2 марта) — морское Портлендское сражение[9].
  - 4 (14) марта — сражение при Ливорно[10].
  - 2 (12)—3 (13) июня — морское сражение при Габбарде[10].
  - 31 июля (10 августа) — морское сражение при Схевенингене[11].
  - Серия гигантских англо-голландских морских сражений (с каждой стороны свыше 200 кораблей, 20-30 тыс. чел., 6-8 тыс. орудий). Июнь-июль — Ряд поражений голландского флота во главе с Мартином Тромпом. Блокада голландского побережья английским флотом.
  - Восстание городских низов в Голландии.
- Январь—4 июня — крестьянская война в Швейцарии[12].
- 4 мая — Штеттинский договор. Юридический документ, которым был определён спор о наследовании земель и правовом статусе Герцогства Померания. Договор был подписан между королевством Швеция и курфюршеством Бранденбург в городе Штеттин (ныне Щецин)[13].
- Король Филипп подтвердил все вольности и привилегии каталонцев.
- Папская булла, сформулировавшая пять еретических положений в книге Янсения.
- Герцог Голштинский выдал Анкудинова России.
- Занятие Чжэн Чэнгуном острова Чунминдао. Его флот господствует на Янцзы и у Великого канала.

### Англия
- 1639—1653 — закончилась Война трёх королевств. Серия взаимосвязанных конфликтов в Англии, Шотландии и Ирландии, когда эти страны считались отдельными королевствами под личной унией Карла I[14].
- 1641—1653 — закончилась Одиннадцатилетняя война (Война Ирландской конфедерации). Военный конфликт, происходивший в Ирландии, который начался с Ирландского восстания[15].
- 1649—1653 — завоевание Кромвелем Ирландии[16].
- 20 апреля — разгон Кромвелем «охвостья» Долгого парламента[17].
- Июль — созыв Малого (Бербонского) парламента, члены которого были фактически назначены Госсоветом. Установлена гражданская регистрация браков, создан комитет для кодификации права. Для поселения ирландцев выделена территория в Конноте.
- Декабрь — роспуск парламента.
- 16 декабря — принятие Госсоветом конституции Английской республики («Орудие управления»). Власть разделена между лордом-протектором, Госсоветом и парламентом.

## Речь Посполитая
- 1648—1654 — Освободительная война украинского и белорусского народов[18].
  - Март — Польско-литовское войско С. Чарнецкого начало военные действия на Украине. 15-тысячная армия вторглась в Брацлавщину.
  - 20—21 марта — казацкие части Богуна измотали противника в битве под Монастырищеми обратив его в бегство[18].
  - Весна — русский царь Алексей Михайлович, долгое время официально оценивший восстание, как внутреннее дело Речи Посполитой, предпринял неудачную попытку примирить противоборствующие стороны дипломатическим путём [18].
  - Сучавская компания Тимоша Хмельницкого[19].
  - 1 мая — битва под Яссами[20].
  - 22 мая — битва под Фокшанами[21].
  - 26 мая — битва у Тележины[22].
  - 17 (27) мая — битва под Финтой. Сражение между Валахской армией господаря Матея Басараба, поддержанного трансильванскими, сербскими и польскими наёмниками, и объединённой молдавско-казацкой армией под командованием молдавского господаря Василия Лупу и наказного гетмана Тимоша Хмельницкого[21].
  - Май — бой под Текучем между казацким войском и валашским отрядом возле селения Текуч у реки Бырлад (территория Молдавского княжества)[23].
  - 24 июня — бой под Фараонь[22].
  - 16 июля — битва при Тыргу-Фрумос[22].
  - Август-сентябрь — осада Сучавы[24].
  - Осень — на Украину двинулось большое польское войско. Хмельницкий проводил тактику партизанской войны,
  - Сентябрь—декабрь — блокада лагеря польского войска под командованием Яна II Казимира близ местечка Жванец (сов. село Каменец, Подольского р-на, Хмельницкой обл.) казаками и крымскими татарами[18].
  - Осень — с ухудшением внешнеполитической ситуации, Русское государство объявляет войну Речи Посполитой, в которой вместе с русскими войсками участвовали казаки Запорожского войска[18].
  - 9 (19) октября — из Москвы на Украину направилось большое посольство В. В. Бутурлина.
  - 5 декабря — польский король Ян II Казимир с одной стороны и крымский хан Ислям III Герай с гетманом Хмельницким с другой стороны, заключили Жванецкий договор[25].
  - 31 декабря (10 января 1654 года) — русское посольство В.В. Бутурлина пребывает в Переяславль-Русский.

## Начало правления
См. также: Список глав государств в 1653 году
- 1653—1658 — Лорд-протектор Англии Оливер Кромвель (1599—1658).

## Наука
- Сформулирован Закон Паскаля (опубликован в 1663 году).

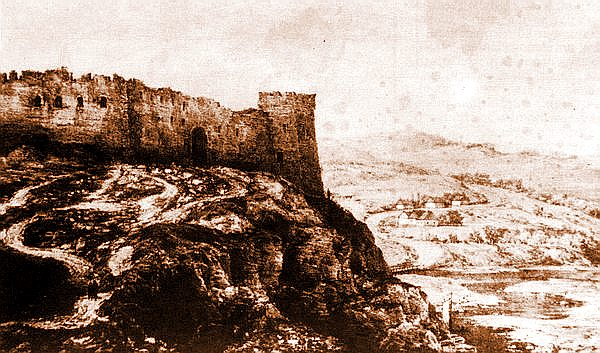
Жванецкий замок

## Родились
См. также: Категория:Родившиеся в 1653 году
- 24 января — Жак Александр, французский монах (ум. 1734).
- 8 мая — Клод Луи Эктор де Виллар, французский полководец, маршал-генерал (ум.1734).
- Иоганн Пахельбель — немецкий композитор (ум. 1706).

## Скончались
См. также: Категория:Умершие в 1653 году
- 26 апреля — Матей Фабер (р. 1586), религиозный писатель, иезуит, католический священник.
- Жак де Серизе (р. 1594) — французский поэт, один из создателей Французской академии.